# Имелин (станция метро)
«Име́лин» (пол. Imielin) (код станции — A3) — станция Варшавского метрополитена. Находится в районе Имелин дзельницы Урсынов. Расположена под аллеей Комиссии Народного Образования, между улицами Индиры Ганди и Полака.

## История
Построена в рамках строительства первой очереди Варшавского метрополитена в 1983—1995 годах. Первоначально предполагалось название «Южный Урсынов» (пол. Ursynów Południowy).
Нынешнее название присвоено решением Национального совета столичного города Варшавы 16 декабря 1983 года.
Открыта 7 апреля 1995 года в составе первого пускового участка Варшавского метрополитена «Кабаты» — «Политехника».
В 1999 году рисунок станции был издан на коллекционных карточках нью-йоркского транспорта. Таким образом, Варшавское метро стало 46 метрополитеном мира, появившемся на этих карточках, издаваемых Municipal Transport Authority.
В феврале 2012 года возле станции была открыта перехватывающая парковка.

## Описание станции
Станция одноэтажная, двухнефная, с рядом колонн посредине. Имеется один перрон островного типа, длиной 120 метров и шириной 10 метров. Площадь станции составляет 11200 м², кубатура 50500 м³.
Станция покрашена в жёлто-зелёные цвета. Лифты для инвалидов находятся на южной стороне аллеи КНО. Выход лифта располагается в подземном переходе. Идут работы по сооружению дополнительных лифтов. Первоначально их открытие планировалось на 2014 год, затем переносилось на февраль, май и сентябрь 2015. Новая система лифтов ещё не открыта (декабрь 2015).
Станция, в случае необходимости, может служить убежищем гражданского населения. Для этого у каждого выхода со станции установлены дополнительные массивные стальные двери.
Первый поезд в направлении Млоцин отходит в 5:04, а последний в 0:14. В пятницу и субботу в 0:19.
Первый поезд в направлении Кабат отходит в 5:34, а последний в 0:44. В пятницу и субботу в 0:49.
Ночные поезда выходного дня в направлении Млоцин ходят с 0:19 до 2:34, а в направлении Кабат с 0:49 до 3:19.
Рядом со станцией метро расположен транспортный узел с 4 автобусными платформами, из которых 2 не действуют. На него приходят автобусы номер 136, 148, 179, 185, 192, 503.